# Extruderen
Extruderen is een vormgevingstechniek waarbij een vervormbaar materiaal door een matrijs geperst wordt. Deze  techniek wordt extrusie of extrusietechnologie genoemd. Extruderen is een continu of discontinu proces. In de matrijs zitten één of meerdere min of meer complex gevormde gaten die het uiteindelijk gevormde staafmateriaal, het extrusieprofiel, zijn vorm geeft. Dit kan een massief of hol profiel zijn. Er wordt dan ook gesproken van "solids" en "hollows".
Extruderen wordt in continuvorm veel gebruikt bij het vormen van kunststoffen. Daarnaast wordt het toegepast in de metaalindustrie en bij de productie van verschillende soorten voedsel, bijvoorbeeld pasta of vleesvervangers.

## Toepassingen

### In de kunststof- en metaalindustrie
In principe kunnen alle thermoplastische kunststoffen en alle metalen geëxtrudeerd worden. Bij voorkeur worden kunststoffen met een lage viscositeit gebruikt. Bij het verlaten van de extrusiematrijs mag het profiel niet zijn vorm verliezen voordat het is afgekoeld. Het meest gebruikt worden pvc, PE, PP, ABS, PS, PC, PU, POM, PMMA en SB (Styreen-Butadieen). Ook zachte kunststoffen zoals EVA, Z-PVC, PU, TPE, TPV worden geëxtrudeerd. Bij metalen wordt vaak aluminium toegepast.
In de metaaltechniek wordt discontinu of continu extruderen toegepast. Er bestaat voor het continu extruderen van bijvoorbeeld aluminium een methode; deze heet "conformextrusie". Bij deze methode wordt aluminiumgranulaat in een steeds smaller wordende opening ingebracht en door de wrijving op extrusietemperatuur gebracht, waarna het kan ontwijken door een matrijs. Op deze wijze maakt men onder andere hoogspanningskabels van aluminium.
Het extrusieproces wordt gebruikt voor:
- De fabricage van platen en profielen van thermoplastisch materiaal. Bijvoorbeeld profielen voor raamkozijnen, buizen, tochtstrips, dakgoten en kunststofkurk.
- De fabricage van verpakkingsmateriaal uit PE of PP. Bijvoorbeeld plastic draagtassen.
- De fabricage van metalen profielen. Bijvoorbeeld buizen, raam- en deurprofielen, planchetten, en geluidswanden.
- Het aanbrengen van isolatiemateriaal van pvc of XLPE om de aders van elektriciteitskabels.

#### Proces
- Continu extruderen.

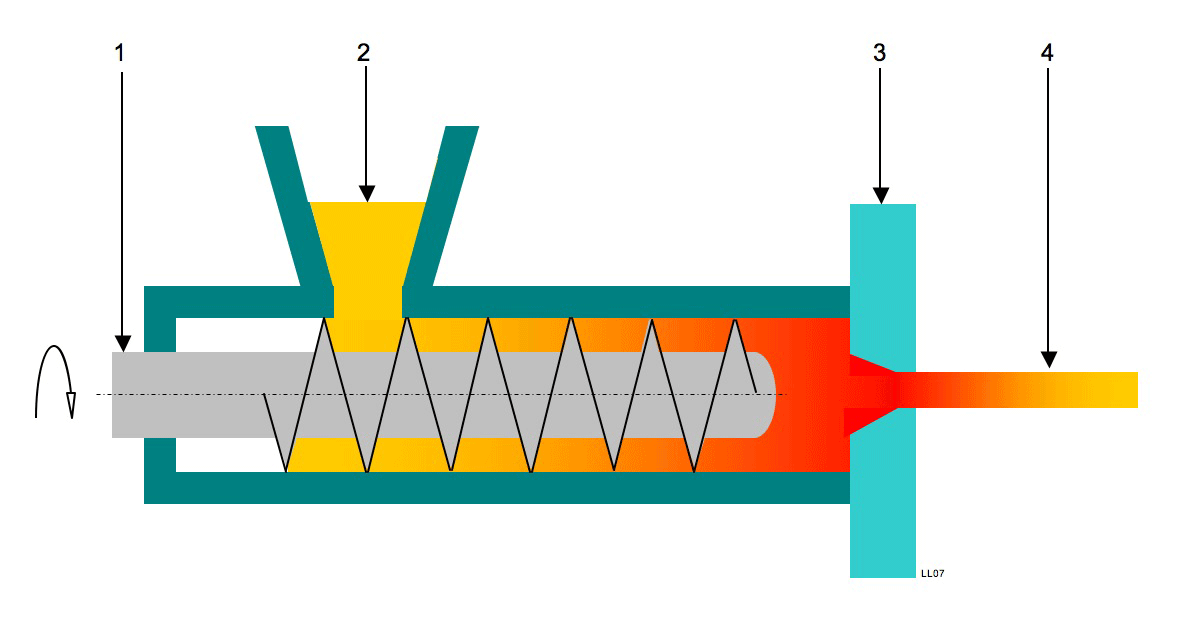
Continu extrusieproces (alleen polymeren). 1 = Extruder, 2 = Granulaat, 3 = Extrusiematrijs, 4 = Extrusieprofiel

Een schroef (extrudeerspindel) (1) drukt het basismateriaal (granulaat) (2) door een extrusiematrijs (3). Het samendrukken van het materiaal gebeurt met een zo hoge druk dat het smelt. Als het gesmolten materiaal de matrijs verlaat heeft het de vorm van de doorsnede (extrusieprofiel) van de matrijs aangenomen. Het extrusieprofiel (4) wordt vervolgens door een trekinrichting verder vervoerd en gekoeld met lucht of water.
- Discontinu extruderen.

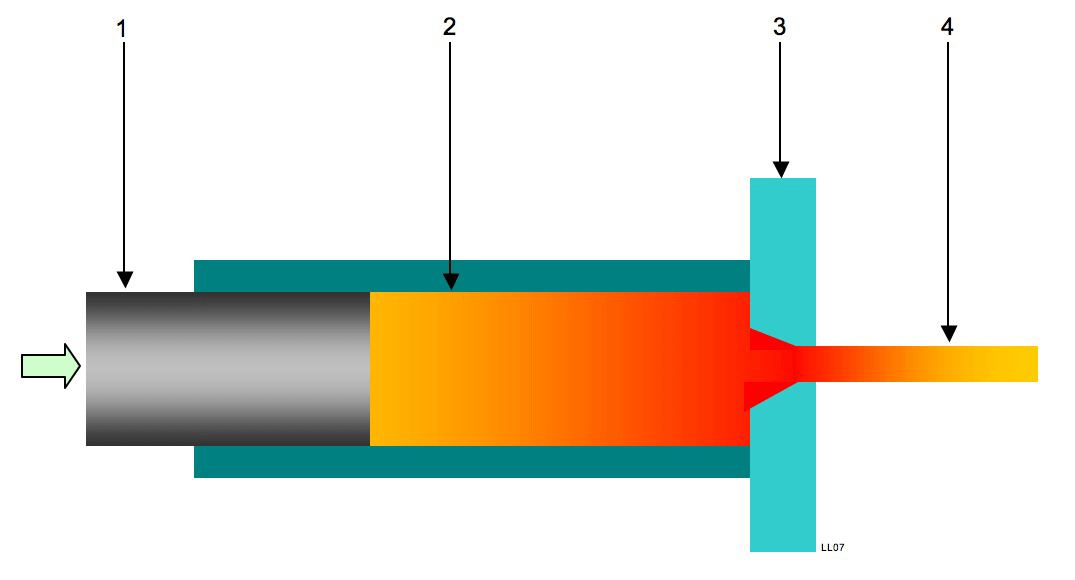
Discontinu extrusieproces. 1 = Pers, 2 = Staaf basismateriaal, 3 = Extrusiematrijs, 4 = Extrusieprofiel

Een pers (1) drukt een, meestal voorverwarmde, staaf basismateriaal (2) met hoge druk door een extrusiematrijs (3). Het materiaal neemt daardoor de vorm aan van de doorsnede van de extrusiematrijs. Het extrusieprofiel (4) wordt vervolgens door een trekinrichting verder gevoerd en gekoeld met lucht of water. Bij aluminiumextrusie vindt direct na het extruderen een strekproces plaats "strekken" hiermee wordt het profiel net door de 0,2 rekgrens verlengd en wordt daardoor recht. Hierna kan het profiel op lengte worden gezaagd en indien de legering dit toelaat een warmtebehandeling ondergaan. Naast aluminium worden ook magnesium en koper geëxtrudeerd.
Naast directe extrusie bestaat ook indirecte en hydrostatische extrusie b.v. voor koperen waterleidingbuis.

#### Begrippen
- Coëxtrusie. Bij coëxtrusie worden meerdere productstromen tot één stroom samengevoegd alvorens het materiaal door de matrijs te persen. Met deze techniek zijn meerdere kleuren en texturen in één productstroom mogelijk. Naast coëxtrusie wordt ook het tri- en zelfs quatro-extrusie toegepast.
- Extruder. De schroefextruder is de draaiende schroef die het geplastificeerde materiaal naar voren stuwt en door de openingen van de spuitkop drukt. Bij aluminium wordt een directe extruder gebruikt die het verwarmde aluminium door een matrijs drukt. Dit kan een massief of hol profiel zijn.
- Extrusieblazen (of extrusievormblazen) is een proces waarbij de warme gesmolten kunststof - die in de vorm van een buis uit de spuitkop komt - tussen twee halve vormen (matrijshelften) wordt dichtgeknepen. Direct daarna wordt de plastische buis met perslucht tegen de matrijswand geblazen. Door middel van extrusieblazen worden holle voorwerpen gemaakt: flessen, potten of jerrycans.
- Extrusieprofiel. Het gevormde materiaal dat uit de extrusiematrijs komt.
- Folieblazen - ook wel extrusierekblazen genoemd - is een zeer specifieke techniek voor de fabricage van folies. Uit de spuitkop van de extruder komt een buis met een heel dunne wand. Deze wordt met lucht opgeblazen, waardoor in een continu proces een enorme plastic ballon ontstaat. Als die afgekoeld is, wordt de folie opgerold en eventueel opengesneden tot bijvoorbeeld zakken. Producten die door middel van folieblazen worden gemaakt zijn plastic tassen, zakken en folies.
- Granulaat is een grondstof toegepast in het extrusieproces.
- Pultrusie is een vergelijkbare extrusietechniek, toegepast voor vezelversterkte thermoharders.

### In de voedingsindustrie
Binnen de levensmiddelenindustrie zijn zetmeel- en proteïnehoudende grondstoffen de belangrijkste extrusiematerialen. Zetmeelgelering en eiwitdenaturatie zorgen voor het vormen en specifieke eigenschappen van het eindproduct.
Voorbeelden:
- De fabricage van voedsel. Bijvoorbeeld gehakt, pasta, cornflakes, divers snoepgoed en getextureerd eiwit. Geëxpandeerde producten worden zowel door directe als indirecte extrusie verkregen. Bij directe extrusie expandeert het product bij het verlaten van de extruder. Bij indirecte extrusie treedt expansie op bij verhitten van het gedroogde halffabricaat, bijvoorbeeld door frituren.
- De fabricage van diervoeding. Bijvoorbeeld brokken voor huisdieren en vissen.

### Overige toepassingen

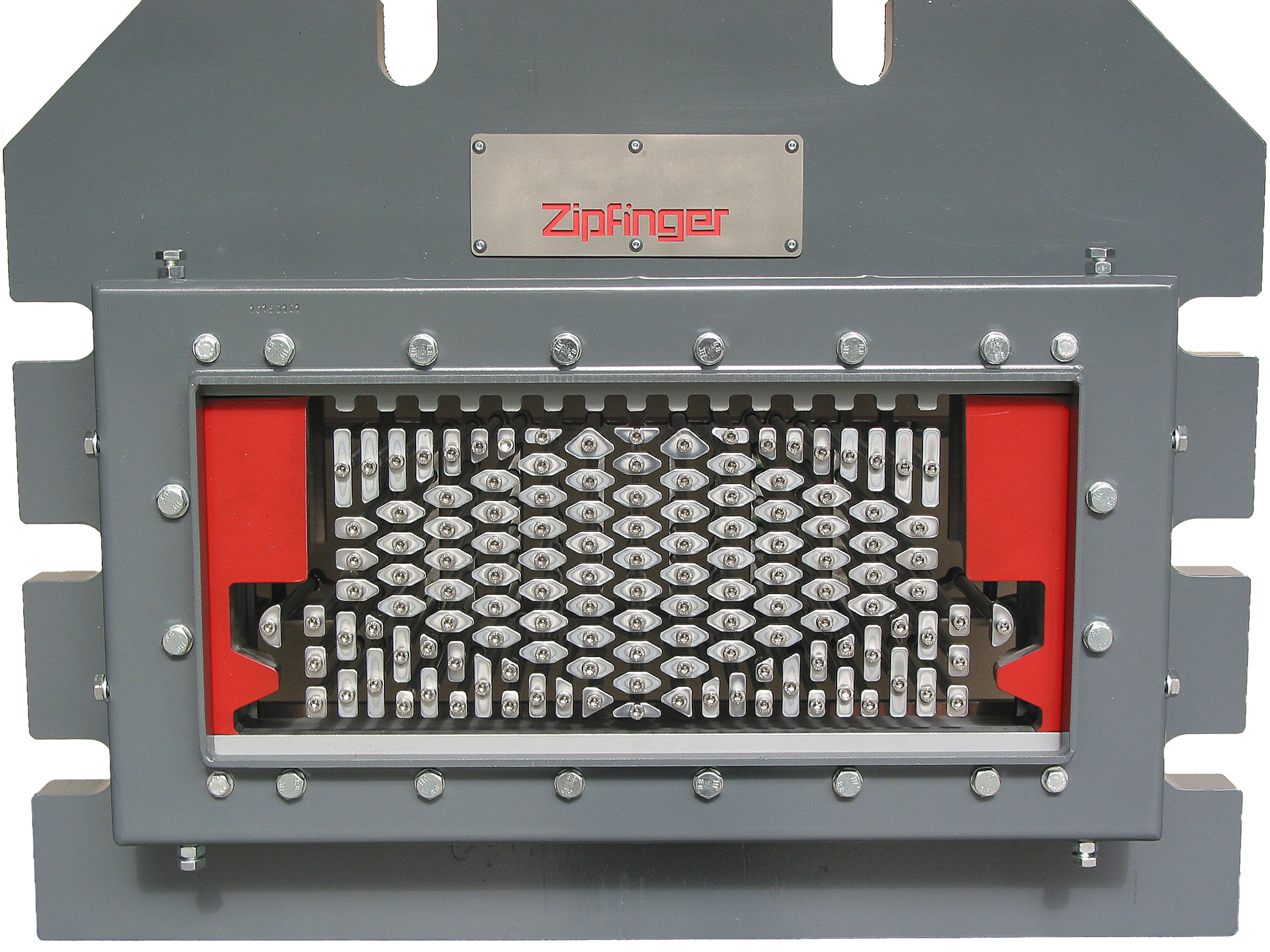
Strengpers: het mondstuk, zonder klei. De stalen doorns maken de holtes in de steen.

Extrusie vindt in uiteenlopende bedrijfstakken plaats. Enkele voorbeelden:
- Binnen de zeepproductie zijn zeepgranulaat, kleurstoffen en parfumolie de belangrijkste extrusiematerialen. Daaruit wordt zeep in staafvorm gemaakt, die later in stukken gesneden kan worden.
- Fabricage van baksteen met behulp van een strengpers. Deze produceert een eindeloze kleistreng, die op een lopende band afgekort en eventueel in de lengte verdeeld wordt.

## Externe bronnen
- ADEX Dies Venlo (Specialist in extrusiematrijzen voor aluminium in Nederland)